# 金☆パラ
『金☆パラ』（きんパラ）は、2009年10月9日から2010年3月26日まで中京テレビが編成していた深夜番組放送枠。

## 概要
毎週金曜 24:30 - 25:30 （日本標準時）に編成されていた放送枠で、前半枠（24:30 - 24:59）で自社製作のバラエティ番組を放送し、後半枠（24:59 - 25:30）で日本テレビ製作のバラエティ番組を遅れネットで放送していた。この両枠の間にステーションブレイクは無く、前半枠の終了直後にCM無しで後半枠へと繋いでいた。

## 放送番組

### 前半
- 河本感謝祭（2009年10月9日 - 2009年11月27日）
- 芸能界鉄道研究会 鉄研（2009年12月4日 - 2010年1月29日）
- 758LABEL 〜NAGOYAカワイイ製作所〜（2010年2月5日 - 2010年3月26日）

### 後半
- どれだけ食えスト（2009年10月9日 - 2009年12月4日）
- はんにゃのこの手があったか! （2009年12月18日 - 2010年2月19日）
- 密室謎解きバラエティー 脱出ゲームDERO! （2010年2月26日 - 2010年3月26日） - 同年4月21日に水曜19:00枠で全国一斉ネット化。

| 中京テレビ 金曜24:30枠                                                                               | 中京テレビ 金曜24:30枠                    | 中京テレビ 金曜24:30枠                                                     |
| 前番組                                                                                               | 番組名                                    | 次番組                                                                     |
| --- | ----------------------------------------- | -------------------------------------------------------------------------- |
| NEWS ZERO ※23:55 - 24:55、金曜23:30枠へ移動 音楽戦士 MUSIC FIGHTER ※24:55 - 25:50、水曜25:45枠へ移動 | 金☆パラ （2009年10月9日 - 2010年3月26日） | NEWS ZERO ※23:58 - 24:58、金曜23:30枠から移動 ハッピーMusic ※24:58 - 25:53 |